# Stazione di Labaro
La stazione di Labaro è una fermata ferroviaria della ferrovia Roma-Civitacastellana-Viterbo. La stazione si trova nel tratto urbano di Roma, nella zona Labaro, nel Municipio XV, lungo la via Flaminia, subito all'esterno del GRA.
Dal 1º luglio 2022 è gestita da ASTRAL.

## Movimento
La stazione è servita dai collegamenti ferroviari svolti da Cotral nell'ambito del contratto di servizio con la regione Lazio.
Si tratta di una fermata obbligatoria.

## Servizi
- Fermata autobus ATAC